# 文身国
文身国，中国古代史书记载的域外古国。
文身国在倭国东北七千余里，人体有花紋像老虎，额頭上有三道紋，紋直的人尊贵，紋淺而曲的人卑贱。當地人民生活欢乐，物產丰富價格低贱，來往客人不用帶粮。有房屋，无城郭。國王所居，用金银珍寶裝飾。他們绕屋挖溝，寬一丈，澆上水银，下雨時水流在水银之上。購買物品用珍宝。犯轻罪的人用鞭打；犯死罪的人讓猛兽吃他，他們認為有冤枉的人猛兽避而不吃，经過一宿於是赦免。在文身国东五千余里有大漢國。而大汉国东二万余里又有扶桑国。大汉国风俗与文身国相同而言语有异。吕思勉认为《梁书》的文身国相当于千島群島的得撫島，是古越族北迁。

## 延伸阅读
[在维基数据编辑]
 《梁書/卷54》，出自姚思廉《梁書》